# وایانگ

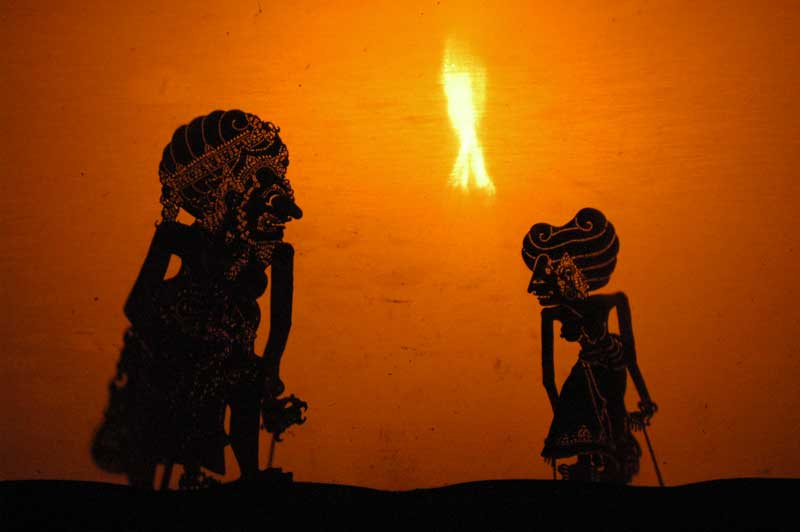
نمایش راهنگ در بالی، اندونزی، نمایشنامه ای از رامایانا را ارائه می‌دهد

وایانگ، همچنین به عنوان واجانگ شناخته شده‌است، شکل سنتی از بازی عروسک خیمه شب بازی سایه‌ای که در فرهنگ جاوه‌ای، اندونزی است و شکل سنتی هنر عروسک‌گردانی که در اندونزی و سایر مناطق جنوب شرقی آسیا یافت می‌شود، که در آن داستانی نمایشی از طریق سایه‌های عروسک‌ها و گاه با شخصیت‌های انسانی روایت می‌شود. ریشه‌های آن در گسترش هندوئیسم در دوره قرون وسطی و ورود هنرهای عروسکی چرمی به نام تالوبومالاتا از جنوب هند دنبال می شود.
وایانگ به کل نمایش اشاره دارد ولی گاهی عروسک چرمی به خودی خود وایانگ گفته می‌شود. نمایش‌های تئاتر عروسکی سایه ای با یک ارکستر گاملان در جاوه و در بالی همراه هستند. داستان‌های دراماتیک اسطوره‌ها را، مانند قسمت‌هایی از حماسه‌های هندو، رامایانا و ماهاباراتا، و همچنین اقتباس‌های محلی از افسانه‌های فرهنگی به تصویر می‌کشد. به‌طور سنتی، نمایش توسط یک dalang، یک هنرمند و یک رهبر معنوی اجرا می‌شود و مردم نمایش را از دو طرف صفحه تماشا می‌کنند.
یونسکو در ۷ نوامبر ۲۰۰۳ وایانگ کولیت(wayang kulit)، تئاتر عروسکی سایه ای و مشهورترین وایانگ اندونزیایی را به عنوان شاهکارهای شفاهی و ناملموس میراث بشری معرفی کرد. در ازای تأیید و ثبت این اثر، یونسکو از اندونزیایی‌ها خواست تا این سنت را حفظ کنند. وایانگ همچنین در مالزی، تایلند، کامبوج و لائوس یک شکل هنری مهم تاریخی بوده‌است. 

## نام
اصطلاح wayang واژه‌ای از زبان جاوه‌ای به معنای «سایه» یا «تخیل» است. معادل این کلمه در اندونزیایی کنونی bayang است. در واژگان مدرن جاوایی و اندونزیایی، wayang می‌تواند به خود عروسکی یا کل عملکرد تئاتر عروسکی اشاره کند.

## تاریخ
وایانگ تئاتر عروسکی سایه ای سنتی در اندونزی و سایر کشورهای جنوب شرقی آسیا است. هیچ مدرکی مبنی بر وجود این هنر در اندونزی باستان وجود ندارد. اولین شواهد مربوط به اواخر هزاره اول میلادی، در متون دوره قرون وسطایی و اماکن باستانی است. سرچشمه وایانگ نامشخص است. وایانگ یا نمایش سایه‌ها (نمایش عروسکی) یکی از قدیمیترین شیوه‌های تئاتر کاغذی یا عروسکی در جهان است. اجرای این نمایش همیشه با موسیقی و ارکستر سازهای کوبه ای کوک شدهٔ گاملن همراهی می‌شود. وایانگ فرم‌های مختلفی دارد که در هر یک از آنها، برای روایت و داستان سرایی از ابزار گوناگون استفاده می‌شود. وایانگ‌ها در واقع نوعی نمایش ـ موسیقایی هستند، که در نزد مردم محبوبیت بسیار زیادی دارند.

## سبکها
اگر تکنیک به کار رفته در اجرای نمایش بر اساس سایه و نور باشد، نمایش، وایانگ کولیت (wayang kulit) نامیده می‌شود. در این نمایش عروسک‌ها از جنس چرم گاو نر هستند و بر دسته‌هایی از جنس بامبو سوار شده‌اند. اگر جنس عروسک‌های وایانگ از چوب باشد، نمایش را وایانگ گولک (wayang golek) می‌نامند. عروسک گردانهایِ این نمایش دالانگ (dalang) نامیده می‌شوند و از پشت پردهٔ سفیدی که نور بر آن تابیده می‌شود، عروسک‌ها را حرکت می‌دهند.
وایانگ کولیت
وایانگ ونگ
وایانگ توپنگ
وایانگ گولک
وایانگ کلیتیک
وایانگ بیبر
وایانگ و تم جدید

## شخصیت‌ها

### ووهانگ پوروا
| کشاتریا - بهیم - ارجن - ایراوان | راجه - راما - راوانا - دهرتراشت - پاندو - سوگریوا - بهاراتا - جرجودهن - کریشنا - لندهور - جدهشتر | - ایندرا - سوریا (ایزد) - ویشنو - گانش | - هانومان - بهیشم - سیتا - کنتی |  |